# Білі ночі (повість)
«Білі ночі» (рос. Белые ночи) — повість Федора Достоєвського, написана 1848 року, один з ранніх творів письменника.
Головний герой повісті — безіменний самотній мрійник. Під час білої ночі в Петербурзі він випадково знайомиться з дівчиною Настенькою, закохується в неї та вислуховує історію її нещасливого кохання. Коли його почуття, здавалося б, стають взаємними, раптово з'являється суперник з минулого Настеньки.

## Сюжет
Перша ніч. Оповідь ведеться від особи молодого чоловіка, названого просто «Мрійник». Йому 26 років, він живе в Петербурзі, не маючи друзів. Одного разу Мрійник як завжди прогулюється містом і виходить на його околицю, де переживає захват від краси природи. Дорогою додому він зустрічає самотню дівчину, що плаче біля каналу. Не наважуючись заговорити до неї, Мрійник іде вслід за незнайомкою. Він рятує її від приставань п'яного та, сприймаючи це як подарунок долі, пропонує зустрітися наступної ночі. Дівчина погоджується, але застерігає, щоби Мрійник не сприймав це як побачення; вона пропонує тільки дружбу.
Друга ніч. Герої зустрічаються, дівчина називає своє ім'я — Настенька, та розповідає про себе. Вона сирота, живе зі сліпою бабусею, що займається в'язанням, а Настенька читає книги. Їхня родина не бідна (хоча раніше була заможніша), Настенька отримала гарну освіту. Чоловік представляється їй як Мрійник, він самотній, але не страждає через це. В своїй уяві Мрійник змальовує різні історичні битви та вигадані події. Він боїться, що дівчина сміятиметься з нього, але вона лише вважає, що це неправильно. Герой погоджується і слухає її розповідь.
Настенька розказує як у будинку її бабусі з'явився молодий постоялець. Він цікавився літературою, водив її бабусю до театру. Настенька закохалася в нього, але постоялець став її уникати. Він вирішив поїхати до Москви, і Настенька захотіла поїхати з ним. Постоялець зізнався, що він бідний, але пообіцяв повернутися через рік і одружитися з Настенькою. Тепер минув рівно рік, Настенька дізналася, що її коханий вже три дні як повернувся, але не зустрівся з нею. Мрійник пропонує написати йому листа. Настенька вже написала листа й доручає передати за адресою.
Третя ніч. Мрійник доставив листа і знову зустрічається з Настенькою. Вона чекала на зустріч зі своїм коханим, але той не прийшов. Дівчина каже, що любить постояльця, але тепер вагається між ним і Мрійником. Мрійник запевняє, що її коханий прийде наступного дня та обіцяє нагадати йому.
Четверта ніч. Настенька очікує, що Мрійник принесе листа-відповідь. Він же впевнений, що її коханий нарешті прийде. Але той знову не приходить і листа також не дає. Мрійник освідчується їй у коханні та плаче, бо хотів би, щоб дівчина кохала його взаємно. Настенька втішає його, кажучи, що колишнє кохання до постояльця було помилкою, обіцяє взяти його жити в бабусин будинок, де обоє будуть щасливі й одружаться. Та зненацька з'являється постоялець і Настенька йде до нього, покинувши Мрійника.
Ранок. Мрійник отримує листа від Настеньки, де вона вибачається та дякує за проведений разом час. Вона відгукується про Мрійника як друга і брата. Мрійник не ображається, він вважає, що тих чотирьох ночей йому вистачить на все життя.

## Історія написання
Достоєвський писав повість у вересні-листопаді 1848 року. У цей час Достоєвський здружився з поетом і письменником Олексієм Плещеєвим, з яким входив до літературно-філософського гуртка Миколи та Андрія Бекетових, а пізніше до гуртка Михайла Петрашевського.
Петербурзький цензурний комітет дозволив публікацію 31 жовтня 1848 року. Вперше її надрукували в № 12 журналу «Отечественные записки» з посвятою Плещеєву.
У 1860 році, Достоєвський, готуючи збірку творів, переробив монологи Мрійника. Письменник прибрав згадку каторги та позитивного впливу страху перед покаранням (ймовірно через те, що сам побував на каторзі за участь у гуртку петрашевців), і деякі сентиментально-романтичні фрази, де його герої плачуть. У виданні 1860 року посвята Плещеєву ще зберігалася, але її прибрали у виданні 1865 року.

## Головні адаптації

### Екранізації
- Петербурзька ніч (Петербургская ночь, 1934) — СССР, режисери Григорій Рошаль, Віра Строєва. Фільм за мотивами повістей Достоєвського «Нєточка Нєзванова» та «Білі ночі»[2].
- Білі ночі (Le notti bianche, 1957) — Італія, режисер Лукіно Вісконті. Події перенесено в італійські реалії[3].
- Білі ночі (Белые ночи, 1959) — СССР, режисер Іван Пир'єв[4].
- Білі ночі (Noches blancas, 1964) — Іспанія, епізод телесеріалу «Роман»[5].
- Білі ночі (Helle Nächte, 1964) (ТВ) — ФРН, режисер Вільгельм Земмельрот[6].
- Білі ночі (Белые ночи, 1992) — Росія, режисер Леонід Квініхідзе. Дія перенесена в сучасність[7].
- Білі ночі (Белые ночи, 2017) — Росія, режисери Тетяна Воронєцкая, Андрій Богатирьов. Дія перенесена в сучасність[8].

### Радіо
- Білі ночі (Белые ночи, 1980) — СССР, за сценарієм Олексія Баталова[9].

## Сприйняття
Олександр Дружинін у журналі «Современник» 1848 року відгукнувся, що ідея повісті «і чудова, і правильна», але назвав твір поспішно написаним і виділив серед недоліків нерозкритість минулого Мрійника.
Аполлон Григор'єв у статті 1859 року «І. С. Тургенєв та його діяльність» назвав «Білі ночі» одним із найкращих творів школи «сентиментального натуралізму». Проте, на думку Григор'єва, цей твір все одно не врятував жанр від кризи.
Микола Добролюбов у статті 1861 року «Забиті люди» відгукнувся, що не схвалює протагоністів на кшталт Мрійника, які перебувають «на побігеньках» у своєї коханої та мають «ганчірні серця» й «курячі почуття». Добролюбов також припустив, що Мрійник слугує прообразом героя роману «Принижені та зневажені» Івана Петровича.
У той же час Євгенія Тур назвала твір «одним з найпоетичніших» у російській літературі, «оригінальним за думкою і витонченим за виконанням».
Наприкінці 2024 року «Білі ночі» здобули популярність у англомовних читачів. Згідно з «The Guardian», популярність твору зумовлена втомою від знайомств на основі додатків і малим обсягом «Білих ночей». «The Financial Times» відгукнулася про Мрійника як «незграбного ботана, що не звик до жінок», з яким сучасним молодим людям, котрі живуть у соцмережах, легко себе ототожнювати.